# Tidiane N’Diaye
Tidiane N'Diaye (Senegal, 20 augustus 1950) is een Frans-Senegalees antropoloog, econoom en schrijver.
N'Diaye is met name bekend als schrijver over de geschiedenis van Zwart Afrika en de Afrikaanse diaspora. Daarnaast publiceerde hij diverse economische studies van het Institut national de la statistique et des études économiques over de Franse overzeese gebieden (Guadeloupe, Frans-Guyana en Martinique).
N'Diaye's essay over de Arabische slavenhandel (Le génocide voilé; Étude de la traite négrière arabo-musulmane) uit 2008 werd genomineerd voor de Prix Renaudot.

### Geschiedenis
- Mémoire d'errance, A3, Parijs, 1998, 206 p. (ISBN 2-84436-000-9)
- La longue marche des peuples noirs, Publibook, coll. « Littérature africaine », 2000, 293 p. (ISBN 978-2-7483-0021-5)
- L'Empire de Chaka Zoulou, L'Harmattan, coll. « Études africaines », 2002, 218 p. (ISBN 2-7475-1920-1)
- Les Falachas, Nègres errants du peuple juif, Gallimard, coll. « Continents noirs », 2004 (ISBN 978-2070771356), genomineerd voor de Prix Fetkann de la Recherche 2005.
- L'Éclipse des Dieux, Éditions du Rocher/Serpent A Plumes, 2006, 317 p. (ISBN 978-2-268-05641-8)
- Le génocide voilé, Gallimard, coll. « Continents noirs », 2008, 253 p. (ISBN 978-2070119585)

### Economie
- Départements Français d'Outre Mer : Approche économique et statistique, BN-INSEE N°19, Observatoire économique de Paris, juli 1994.
- Marché de l'emploi : Mesures et outils statistiques, BN-INSEE N° 20, Observatoire économique de Paris, september 1994.
- Tissu des PME-DOM, modélisation et perspectives, BN-INSEE N° 21, Observatoire économique de Paris, januari 1995.
- L'entrepise moteur de l'économie guadeloupéenne, BN-INSEE N° 46, Observatoire économique de Paris, oktober. 1996.
- Guadeloupe : projection démographique Horizon 2030, Études - Conjoncture, Cahiers INSEE - Antilles - Guyane 2000.
- Tableaux économiques régionaux Antilles-Guyane, Chap. « Entreprises, sociétés, démographie », TER 2005/2006

### Poëzie
- Passions créoles, Publibook, 2001, 50 p. (ISBN 2-84436-000-9)